# Ankylopteryx (Ankylopteryx) scioptera
Ankylopteryx (Ankylopteryx) scioptera is een insect uit de familie van de gaasvliegen (Chrysopidae), die tot de orde netvleugeligen (Neuroptera) behoort. 
Ankylopteryx (Ankylopteryx) scioptera is voor het eerst wetenschappelijk beschreven door Navás in 1924.